# Pasanggrahan (Munjul)
Pasanggrahan is een bestuurslaag in het regentschap Pandeglang van de provincie Banten, Indonesië. Pasanggrahan telt 2207 inwoners (volkstelling 2010).